# Emporio Armani
Emporio Armani es la línea vanguardista creada por Giorgio Armani en 1981, destinada especialmente a los jóvenes. Su nombre revela su carácter revolucionario, pues el término "Emporio" (Emporium) hace referencia a un tipo de moda democrática.
Desde el principio, Emporio Armani representó todo un fenómeno para el mundo de la moda; y su logo, con la emblemática águila, se ha convertido en un sello de identidad para los muchos jóvenes que siguen la marca en todo el mundo. Con los años, la colección ha ido creciendo y evolucionando y, hoy en día, Emporio Armani representa una línea propia que revela un espíritu dinámico y desinhibido. Hay rasgos recurrentes, como el estilo casual y la elegancia estética, que se reinventan en cada temporada con una expresión alegre y urbana. 
Además de prendas y accesorios, Emporio Armani incluye líneas específicas de gafas de sol y relojes, así como colecciones de joyería versátiles y sofisticadas.

## Emporio Armani en América
- Contagem,  Brasil.
- Bal Harbour, Florida,  Estados Unidos.
- Boston, Massachusetts,  Estados Unidos.
- Costa Mesa, California,  Estados Unidos.
- Honolulu, Hawái,  Estados Unidos.
- Houston, Texas,  Estados Unidos.
- Las Vegas, Nevada,  Estados Unidos.
- Nueva York, (Avenida Madison, SoHo),  Estados Unidos.
- San Francisco,  Estados Unidos.
- Minas Gerais,  Brasil.
- Santiago de Chile,  Chile. (2 locales)
- Puebla México,  México.
- Ciudad de México,  México.
- Santa Fe,  México.
- Bogotá,  Colombia.
- Panamá,  Panamá.
- Ciudad del Este, Paraguay.
- Lima, Perú

## Emporio Armani en Europa
- Ereván
- Amberes, Bruselas
- Moscú  - 5 locales
- Ekaterinburgo
- Perm
- Samara
- San Petersburgo
- Krasnoyarsk
- Rostov del Don
- Krasnodar
- Novosibirsk
- Sochi
- Sofía
- Zagreb
- Birmingham
- Londres
- Mánchester
- Tallin
- Cannes
- Niza
- París
- Múnich
- Atenas
- Tesalónica
- En cada ciudad grande de Italia
- Riga
- Vilna
- Edimburgo
- Glasgow
- Ámsterdam
- Varsovia
- Lisboa
- Barcelona
- Madrid
- Marbella
- Valencia
- Estocolmo
- Viena
- Basilea
- Ginebra
- Zúrich

## Emporio Armani en Medio Oriente y Asia Central
- Almaty
- Bakú
- Manama
- Tel Aviv
- Ciudad de Kuwait
- Beirut
- Jedda
- Riad  - 2 locales
- Bodrum
- Estambul  - 2 locales
- Abu Dhabi
- Dubái  - 2 locales
- Doha

## Emporio Armani en Asia del este y del sudoeste
- Hong Kong
- Yakarta
- Guam
- Fukuoka
- Gifu
- Hiroshima
- Hyogo
- Kanazawa
- Kochi
- Kioto
- Matsuyama
- Nagoya
- Narita
- Osaka  - 3 locales
- Sapporo
- Takamatsu
- Tokio  - 5 locales
- Daegu
- Pusan
- Daejeon
- Seúl  - 3 locales
- Kuala Lumpur
- Singapur
- Taipéi
- Bangkok  - 3 locales